# Kelkoo
Kelkoo è un sito internet di comparazione prezzi fondato in Francia nel 1999; consente agli utenti di trovare informazioni sui prodotti che intendono acquistare, tra queste prezzo e informazioni sui negozi online. È stata comprata da Yahoo! nel 2004  e successivamente rivenduta a Jamplant, una società inglese di private equity, nel 2008. Attualmente è presente in 10 paesi: Regno Unito, Francia, Spagna, Italia, Norvegia, Svezia, Germania, Danimarca, Paesi Bassi e Belgio .

## Storia
Kelkoo venne fondato in Francia nel 1999 da Pierre Chappaz e Mauricio Lopez , con un capitale iniziale di 3 milioni di dollari. Negli anni a seguire, grazie ad acquisizioni e fusioni, crebbe repentinamente fino a diventare la più grande piattaforma per l'e-commerce e l'advertising d'Europa ed il 3° sito di commercio elettronico per dimensioni. I suoi siti pubblicano 44 milioni di offerte da più di 10.000 negozi online, ed attraggono più di 10 milioni di utenti unici al mese.
Nell'Aprile del 2000 Kelkoo si fuse con la società spagnola Dondecomprar.com  e con il concorrente inglese ShopGenie . Nel settembre dello stesso anno Kelkoo si fuse con la norvegese Zoomit.com , pagando gli azionisti di Zoomit in azioni per un valore pari ad un terzo dell'intero capitale Kelkoo e rendendo Zoomit.com la più importante componente della “nuova” Kelkoo.
Nell'Aprile del 2004 ‘'’Kelkoo'’' venne acquisita da Yahoo! per 450 milioni di dollari . 
Nell'Ottobre del 2005 venne pubblicato un libro su Kelkoo, in Francia, intitolato “Ils ont réussi leur start-up! La success-story de Kelko”, scritto da Julien Codorniou e Cyrille de Lasteyrie .
Nel novembre del 2008 ‘'’Kelkoo'’' è stata venduta da Yahoo! ad una società inglese di private equity, Jamplant .

## Origine del nome
"Kelkoo" è un gioco di parole dal francese "Quel coût?", che significa “Quanto costa?” (letteralmente "Quale costo?") , ma può essere anche interpretato come “Quel coup", che significa "Che offerta" .

## Modello di business
‘'’Kelkoo'’' è in attivo dal quarto trimestre del 2002. Analogamente ad altri siti di comparazione prezzi, Kelkoo ha focalizzato la sua attività di marketing sul SEO (Search Engine Optimization) e sulle partnership (per l'integrazione del suo servizio sui siti di terze parti).